# Formalwissenschaft
Formalwissenschaften sind Wissenschaften, die sich der Analyse von formalen Systemen widmen. Beispiele sind Mathematik, Logik, theoretische Informatik, allgemeine Linguistik und teilweise die Rechtswissenschaft. Damit stellen die Formalwissenschaften einen Wissenschaftsbereich dar, der etwa von den Geisteswissenschaften, Sozialwissenschaften, Naturwissenschaften und Ingenieurwissenschaften abgegrenzt wird.